# 能率 (日本)

能率株式会社

株式会社能率是一家总部位于日本兵库县神户市中央區的家居设备（热水器、廚房設備、中央暖氣系統）制造商。能率的热水器市场占有率在日本可以排第二 。能率還是東京證券交易所的上市公司。該公司由太田敏郎於1951年創辦。